# Suzanne Horner
Suzanne Horner (* 23. Februar 1963 in Wakefield als Suzanne Burgess) ist eine ehemalige englische Squashspielerin.

## Karriere
Suzanne Horner war von Mitte der 1980er-Jahre bis 2003 auf der WSA World Tour aktiv und gewann 22 Titel bei insgesamt 30 Finalteilnahmen. Ihre beste Platzierung in der Weltrangliste erreichte sie mit Rang zwei im September 1994.
Mit der englischen Nationalmannschaft gewann sie von 1987 bis 1999 sechs Titel bei Europameisterschaften. Mit der Nationalmannschaft nahm sie 1989, 1990, 1994, 1996 und 1998 an der Weltmeisterschaft teil. Bei allen Teilnahmen erreichte sie mit der Mannschaft das Endspiel, bei sämtlichen Finalbegegnungen war Australien der Gegner. 1989 steuerte Horner mit einem Fünfsatzsieg gegen Danielle Drady einen Punkt zum 3:0-Sieg bei, während sie 1990 in ebenfalls fünf Sätzen Michelle Martin unterlag. Die Mannschaft gewann die Partie noch mit 2:1. 1994 unterlag sie erneut Martin, die Partie ging mit 0:3 an Australien verloren. Auch 1996 und 1998 gewann Australien die Partie: 1996 kam sie im Finale nicht zum Einsatz, 1998 spielte sie das – aufgrund der 2:0-Führung von Australien – bedeutungslose dritte Einzel gegen Sarah Fitz-Gerald, das sie in zwei Sätzen verlor.
Zwischen 1987 und 2001 stand Suzanne Horner 13 Mal in Folge im Hauptfeld der Einzelweltmeisterschaft. Sie erreichte neunmal das Viertelfinale sowie 1994 und 1998 das Halbfinale. Beide Male unterlag sie Michelle Martin in drei Sätzen. Sie nahm an den Commonwealth Games 1998 teil und schied im Einzel im Viertelfinale gegen Sarah Fitz-Gerald aus. Im Mixed gewann sie mit Simon Parke nach einer Finalniederlage gegen Michelle Martin und Craig Rowland die Silbermedaille. 1994 und 1996 wurde sie britische Meisterin.

## Erfolge
- Weltmeister mit der Mannschaft: 1989, 1990
- Europameister mit der Mannschaft: 6 Titel (1987, 1989, 1993, 1994, 1996, 1999)
- Gewonnene WSA-Titel: 22
- Commonwealth Games: 1 × Silber (Mixed 1998)
- Britischer Meister: 1994, 1996